# McCook (Texas)
McCook è una comunità non incorporata della contea di Hidalgo, Texas, Stati Uniti. La comunità si trova sulla Farm to Market Road 681 a 48 km a nord-ovest di McAllen.

## Storia
McCook fu fondata circa nel 1925. Nel 1936, la comunità aveva il proprio distretto scolastico, l'ufficio postale e la chiesa; per i decenni successivi, la sua popolazione si aggirò vicino ai 40 residenti. Nel 1964, la popolazione aumentò a 100 abitanti e nel 2000, era di 91 abitanti; i residenti erano sparsi su un'area rurale e la comunità non aveva più attività commerciali.